# Quitéria Jesus Gonçalves Pinto da Silva
Quitéria Jesus Gonçalves Pinto da Silva (20 de mayo de 1911-2005) fue una botánica, palinóloga, curadora, y profesora portuguesa.
Obtuvo una licenciatura en Ciencias Biológicas de la Facultad de Ciencias de la universidad de Oporto. Desde 1942, desarrolló actividades de curaduría, y académicas en el Herbario de la Estación Agronómica Nacional.

## Algunas publicaciones
- quitéria g. pinto da Silva. 1966. Análise polínica do ar no Porto. Sep. O Médico 15: 24 pp.
- ------------------------------------. 1965. Ferns and flowering plants of the azores : collected in May-July 1964 during an excursion directed by Prof. Pierre Dansereau. Sep. Agron. Lusitana 36: 5-94
- ------------------------------------. 1956. Le contenu pollinique de l'air à Lisbonne. Sep. Agron. Lusitana 17: 6-16